# Potamocoridae
Famille
Synonymes
- Potamocorinae Usinger, 1941[1]

Les Potamocoridae sont une famille d'insectes aquatiques hémiptères du sous-ordre des hétéroptères (punaises) nepomorphes, qui ne comprend à ce jour qu'un seul genre, Potamocoris.
La biologie de ces espèces est encore peu connue.

## Répartition
Les espèces de cette famille se rencontrent en Amérique tropicale, surtout en Amérique du Sud, et quelques-unes en Amérique centrale.

## Systématique
Les Potamocoridae sont aujourd'hui compris dans la super-famille des Naucoroidea. Certains auteurs l'avaient placée avec les Aphelocheiridae dans une super-famille appelée Aphelocheiroidea.
Elle comprend un genre avec une dizaine d'espèces.

### Liste des genres
Selon ITIS (15 avril 2022) :
- genre Potamocoris Hungerford, 1941 (syn. Coleopterocoris Hungerford, 1942)